# Karl Raupp
Karl Raupp, régies magyarosítással Raupp Károly (Darmstadt, 1837. március 2. – München, 1918. június 14.) német festő. 

## Élete

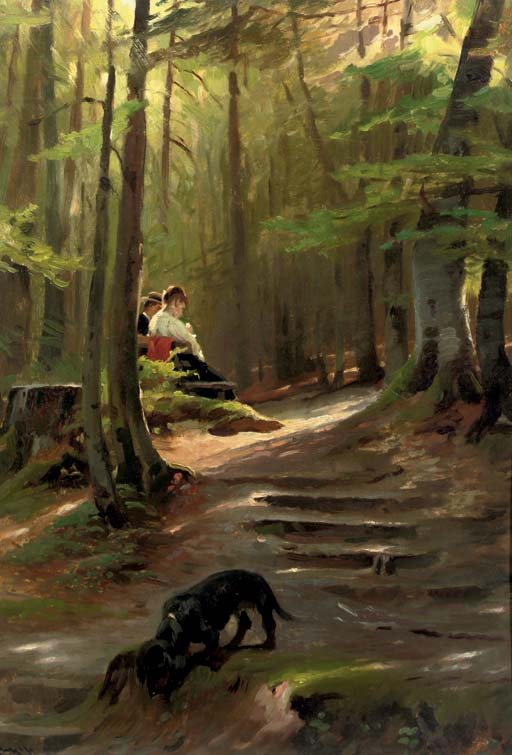
Der neugierige Dackel, Sonnenstrahlen im Wald (A kíváncsi tacskó, napsugarak az erdőben)

Tanulmányait Darmstadtban kezdte, August Lucas tájképfestőnél. 1856-tól Majna-Frankfurtbanban képezte magát, ahol Jakob Becker volt a mestere 1858-ig. Azután Münchenben Karl Theodor von Pilotynak lett a tanítványa. 1868-ban a nürnbergi művészeti iskolának, 1879-ben a müncheni művészeti akadémiának lett a tanára. Képeiben főleg a Chiem-tó környékén lakó halászok életét ábrázolja. Ilyenek: Anyai oltalom; Csónakázás a Chiem-tavon; Fiatalság; Különböző utasok; Menekülés a szélvihar elől; Szerencsés kikötés; Déli harangszó; Üdvözlégy Mária stb.